# KV Kondor Brandýs nad Labem
KV Kondor Brandýs nad Labem (plný název Klub veslování Brandýs nad Labem, o.s., v minulosti ČVK B) je české občanské sdružení, které je zaměřené na výcvik veslařů, které sídlí ve středočeském městě Brandýs nad Labem-Stará Boleslav. Předsedou sdružení býval olympijský medailista Ondřej Synek, dnes je to Jakub Štencl.

## Historie klubu

### Začátky a protektorát
První pokus o založení veslařského klubu proběhnul už v roce 1936, nicméně pro “nepochopení městského úřadu a občanstva” se tak nestalo. Přípravný výbor ČVK B byl ustaven až během válečného Protektorátu Čechy a Morava 15. října 1941. O půl roku později, 29. března 1942, byl klub povolen zemským úřadem a konala se schůze přípravného výboru. V něm zasedli pánové JUDr. Maruna, Vlad. Hlávka, František Navrátil, Václav Špád, Steva Maršálek, Vladimír Maruna a Věroslav Burda, zakládajícími členy byli jmenováni pánové Šubrt (továrník), J. Volmann (továrník), Ing. Kůžek (prokurista firmy Volmann). 25. dubna 1942 se uskutečnila první členská schůze, kde se sešlo 26 členů. Dres se skládal z bílého tílka se znakem klubu na hrudi.
V roce 1942 byla postavena provizorní loděnice na zahradě restaurace Veslovka a byla získána první loď – čtyřveslice Labe. Byl určen klubový dres a vlajka. O rok později byla na základě sbírky postavena loděnice na ostrově mezi Brandýsem nad Labem a Starou Boleslaví. 20. června 1943 se klub účastnil na prvních závodech – Rennerově memoriálu v Praze, 12. září se konala první brandýská regata, které se účastnilo 25 družstev a 10 skulerů. V roce 1944 již klub čítal 213 členů a naveslováno bylo 2657 kilometrů.

### Poválečné období, 50. a 60. léta 20. století
V letech 1945–1950 byl klub součástí Sokola jako jeho veslařský a kanoistický odbor. V roce 1960 měl klub již 3 čtyřky plátové, 1 čtyřku autrigrovou, byla přistavěna klubovna, šatny a bývalá malá loděnice.

### 70. léta 20. století
V roce 1972 klub čítá 42 členů, sportovní činnost začíná stagnovat, v polovině 70. let je téměř bez jakékoliv sportovní činnosti. V roce 1979 klub získal své současné barvy – modrou a žlutou.

### 80. léta 20. století
Byla rekonstruována malá loděnice, vybudován sklad na ostatní lodní materiál, přístřešek pro auto a motorové čluny, nové WC. Dochází k obnově fungování klubu. Větrná smršť v roce 1988 zlomila tři topoly u loděnice a ty těžce poškodily loděnici a 4 lodě. Loděnice byla v následném roce svépomocí opravena.

### Po roce 1989
V roce 1993 se klub opět osamostatnil pod současným názvem Klub veslování Kondor Brandýs.